# Strasburg (Colorado)
Strasburg is een plaats (census-designated place) in de Amerikaanse staat Colorado, en valt bestuurlijk gezien onder Adams County en Arapahoe County.

## Demografie
Bij de volkstelling in 2000 werd het aantal inwoners vastgesteld op 1402.

## Geografie
Volgens het United States Census Bureau beslaat de plaats een oppervlakte van
20,0 km², geheel bestaande uit land. Strasburg ligt op ongeveer 1640 m boven zeeniveau.

## Plaatsen in de nabije omgeving
De onderstaande figuur toont nabijgelegen plaatsen in een straal van 48 km rond Strasburg.